# Foxes
Louisa Rose Allen (Southampton, 29 april 1989), beter bekend als Foxes, is een Britse singer-songwriter. Ze komt oorspronkelijk uit Southampton en woont nu in Londen. Ze is beter bekend van het nummer “Clarity” van Zedd waarin ze meezingt. Deze track steeg naar nummer 8 op de Billboard Hot 100 en op nummer 1 op de US Hot Dance Club Songs. Het nummer “Let Go for Tonight” kwam op 8 maart 2014 op nummer 7 op de UK Singles Charts. Op 26 januari 2014 won Foxes haar eerste Grammy Award voor Best Dance Recording op de 56e Grammy Awards met het nummer “Clarity”.

## Voor haar carrière
Allen legt op haar website uit waar haar artiestennaam vandaan komt. Ze moest haar naar naam veranderen om de verwarring met de zangeres Lily Allen te voorkomen.
Allens moeder beschreef een “enge maar mooie” droom waarin vossen over straat renden en huilden. Allen zocht naar een passende artiestennaam voor zichzelf en kwam door deze droom tot het idee om zichzelf Foxes te noemen. In eerste instantie vond ze dit belachelijk, omdat vossen van die gekke geluiden maken. Maar snel vond ze dat de naam bij haar past omdat het haar muziek goed weergeeft. Haar eerste nummer getiteld “Like Foxes Do” en veel andere nummers van haar gaan over dieren.
Eerst dacht Allen erover om een schoonheidsspecialiste te worden in haar geboortestad Southampton, omdat al haar vrienden dit na de middelbare school gingen doen. Echter haalde haar zus haar over om naar Londen te gaan om net als haar broer en zus, de Music College te volgen. Ze vond zingen toch leuker dan leren en stopte naar college te gaan. Ze begon met optreden als Foxes in Londen in 2011.

## Muziekcarrière

### 2012-2014: doorbraak en Glorious
Allen werd beroemd toen ze meedeed met het nummer “Clarity” van Zedd. Dit nummer kwam in de hitlijsten van meerdere landen, waaronder in de top 10 van de Billboard Hot 100. Het nummer behaalde dubbel platina in Australië, platina in de Verenigde Staten en Canada en goud in Nieuw-Zeeland.
Allen heeft een single en een ep (Warrior) uitgebracht onder de naam Foxes in samenwerking met Sam Dixon. Twee nummers van haar, namelijk Home en Youth werden gebruikt in de televisieserie Gossip Girl. Daarnaast heeft ze samengewerkt met Fall Out Boy in het nummer en de video van “Just One Yesterday” en met de drum-and-bass-dj Sub Focus in het nummer “Until the End”.
“Youth” (met remixes van Danny Howard, Breakage, Le Youth, Nate Goldsmith en Maze & Masters) heeft al meer dan miljoenen kijkers/luisteraars opgeleverd op SoundCloud en YouTube.
Foxes staat onder contract van RCA (onderdeel van Sony), dat haar single “Youth” uitbracht op 21 augustus 2013. Daarna bracht ze een remix-ep uit op 27 oktober 2013. Foxes werkte aan haar debuutalbum, getiteld “Glorious”, die 9 mei 2014 uitgebracht wordt door RCA. Foxes zei dat het album een donkere kant heeft maar dat wel de popelementen door alle tracks vloeien. Op 31 oktober 2013 onthulde ze de titel van haar debuutalbum. Op 4 november 2013 onthulde ze de albumcover via Instagram, inclusief de elf tracks op de standaardversie en de 16 tracks op de luxe versie.
Een nieuw opgenomen versie van “Let Go for Tonight” werd uitgebracht op 23 februari 2014 en belandde op nummer 7 in Groot-Brittannië. Hierdoor werd dit nummer een van haar succesvolste singles.
Voor dat ze bij RCA zat, stond ze onder contract van een kleinere platenmaatschappij Neon Gold. Bij Neon Gold zaten andere bekende artiesten als Haim en Ellie Goulding. Ze bracht slechts twee nummers bij Neon Gold uit, namelijk Home en Youth.
Op 28 mei 2014 werd bekend dat Foxes de supportact zal zijn op de Engelse- en Europese tour van de zanger Pharrell Williams in 2014.

### 2015-heden: tweede album
Begin 2015 werd bekend dat Foxes in augustus haar tweede album zou uitbrengen, getiteld All I Need,  echter werd het voor onbekende redenen uitgesteld naar februari 2016.
Dit album bestaat uit 12 nummers.

## Discografie

### Studioalbums
- Glorious (2014)
- All I Need (2016)

### Extended plays (ep's)
- Warrior (2012)

## Muziekvideo's
| Jaar | Titel                                               | Regisseur        |
| ---- | --------------------------------------------------- | ---------------- |
| 2012 | "Home"                                              |                  |
| 2012 | "White Coats"                                       |                  |
| 2012 | "Echo"                                              |                  |
| 2013 | "Clarity" (Zedd featuring Foxes)                    | Jodeb            |
| 2013 | "Just One Yesterday" (Fall Out Boy featuring Foxes) | Donald/Zaeh      |
| 2013 | "Youth"                                             | James Copeman    |
| 2014 | "Let Go for Tonight"                                | Marc Klasfeld    |
| 2014 | "Holding Onto Heaven"                               | Henry Scholfield |

## Hitnoteringen

### Singles
| Single met eventuele hitnotering(en) in de Nederlandse Top 40 | Datum van verschijnen | Datum van binnenkomst | Hoogste positie | Aantal weken | Opmerkingen                            |
| ------------------------------------------------------------- | --------------------- | --------------------- | --------------- | ------------ | -------------------------------------- |
| Clarity                                                       | 01-02-2013            | 26-01-2013            | tip11           | -            | met Zedd / Nr. 81 in de Single Top 100 |
| Clarity                                                       | 2013                  | 17-08-2013            | tip6            | -            | met Zedd                               |
| Let go for tonight                                            | 2014                  | 19-04-2014            | tip17           | -            |                                        |

| Single met hitnotering(en) in de Vlaamse Ultratop 50 | Datum van verschijnen | Datum van binnenkomst | Hoogste positie | Aantal weken | Opmerkingen    |
| ---------------------------------------------------- | --------------------- | --------------------- | --------------- | ------------ | -------------- |
| Right here                                           | 2013                  | 17-08-2013            | tip9            | -            | met Rudimental |
| Clarity                                              | 2013                  | 05-10-2013            | 38              | 5            | met Zedd       |
| Youth                                                | 2013                  | 07-12-2013            | tip26           | -            |                |
| Let go for tonight                                   | 2014                  | 15-03-2014            | tip25           | -            |                |

- Gemeinsame Normdatei: 1047938413
- International Standard Name Identifier: 0000 0004 1844 6991
- Library of Congress Control Number: no2013089738
- MusicBrainz: 19fccfa3-84ad-42b2-b52d-d5d9a5a6046e
- Nationale Bibliotheek van Polen: a0000003373640
- Virtual International Authority File: 305205430